# Пономарёв, Юрий Анатольевич
Юрий Анатольевич Пономарёв (24 марта 1932, Нерчинский район, Читинская область, РСФСР — 13 апреля 2005 года, Щёлковский район, Московская область) — инженер-конструктор и испытатель Тушинского моторостроительного завода, инженер-конструктор и космонавт-испытатель Научно производственного объединения «Энергия». Опыта космических полетов не имел. Лётчик-спортсмен, Мастер спорта СССР по высшему пилотажу.

## Биография

### Ранние годы
Родился на прииске Кадая Нерчинского района Читинской области. Учился в разных школах, включая железнодорожную школу в Новочеркасске в 1942 году, затем на Колыме в Магаданской области с 1943 по 1948 годы, а в 1951 году окончил среднюю железнодорожную школу в Кусково, Московская область. Окончив МАИ по специальности «авиационные двигатели», и получив квалификацию «инженер-механик» в 1957 году, поступил на вечерний факультет Института марксизма-ленинизма, который окончил в 1959 году.
19 августа 1960 года окончил курсы ведущих инженеров при Школе летчиков-испытателей ЛИИ им. М.Громова в городе Жуковский Московской области.

### Профессиональная деятельность
С 13 мая 1957 года работал на Тушинском моторостроительном заводе в должности инженера-конструктора. В течение года занимался разработкой раздаточной коробки, а затем работал в летно-испытательном отделе.
20 августа 1958 года был назначен инженером по эксплуатации 3-го класса на самолете Ту-16, а с 1961 стал ведущим инженером по летным испытаниям.
В 1965 году был назначен на должность ведущего инженера на завод п/я 4223. 25 июля 1967 года вступил в должность старшего инженера в ЦКБЭМ, а затем занимал ту же должность в 721-м отделе.
29 апреля 1969 года был назначен ведущим инженером и руководителем испытаний. Занимался испытаниями на заводах, непосредственно руководил испытаниями изделия Е8-5. С мая 1970 года занимал должность начальника группы в 721-м отделе.

### Космическая подготовка
11 ноября 1971 года, после прохождения медицинского обследования в Институте медико-биологических проблем (ИМБП) и получения заключения Главной медицинской комиссии, он был допущен к спецтренировкам. Затем, 22 марта 1972 года, был зачислен в 731-й отдел ЦКБЭМ на должность космонавта-испытателя. Совместно с Николаем Рукавишниковым готовился к полётом в качестве бортинженера по программе автономного полета на пилотируемом космическом корабле «Союз».
C 10 декабря 1973 по 31 мая 1974 года вместе с Владимиром Ковалёнком готовился к полёту на ДОС-4 («Салют-4») в качестве бортинженера четвёртого (резервного) экипажа по программе первой экспедиции (ЭО-1).
С января по март 1975 года вместе с Владимиром Ковалёнок готовился к полету на ДОС-4 («Салют-4») в качестве бортинженера третьего (резервного) экипажа по программе второй экспедиции (ЭО-2).
В апреле — мае 1975 года вместе с Владимиром Ковалёнок готовился к полёту на ДОС-4 («Салют-4») в качестве бортинженера второго (дублирующего) экипажа по программе второй экспедиции (ЭО-2), затем готовился стать бортинженером основного экипажа первой экспедиции (ЭО-1) на ДОС-5 («Салют-6»).
24 мая 1975 года был дублером бортинженера корабля Виталия Севастьянова во время старта космического корабля «Союз-18».
В связи с неудачным полетом «Союз-25» (причина — неудачная стыковка), в октябре 1977 года, все экипажи, которые состояли из космонавтов без опыта космических полётов, были расформированы.
11 апреля 1983 года ушёл на пенсию и был отчислен из отряда космонавтов НПО «Энергия».

### Спортивные заслуги
В разные годы принимал участие в качестве летчика-спортсмена в авиационных парадах в Тушино.
10 сентября 1970 года был удостоен звания мастера спорта СССР по высшему пилотажу.

### Воинское звание
- Инженер-лейтенант запаса (4 декабря 1962);

- Лейтенант-инженер запаса (3 декабря 1971);

- Старший лейтенант-инженер запаса (18 октября 1976).

### Смерть
Юрий Анатольевич перенёс инсульт, он умер 13 апреля 2005 года. Похоронен на кладбище деревни Леониха, Щёлковского района, Московской области.

### Семья
С 1956-го по 1992 год был женат на Пономаревой (Ковалевской) Валентине Леонидовне (1933—2023) — член отряда космонавтов. В браке две сыновей — Пономарев Александр Юрьевич (25.03.1958) и Пономарев Кирилл Юрьевич (16.11.1970).
Вторая жена — Пономарева (Шишкина) Ольга Владимировна (27.04.1959) — операционная сестра в институте им. Н. В. Склифосовского.

## Награды
- Орден «Знак Почета» (9 ноября 1970 года, работы по изделию Е8-5);
- Медаль «За доблестный труд. В ознаменование 100-летия со дня рождения В. И. Ленина» (апрель 1970 года).